# 青山酒店
青山酒店（英語：Castle Peak Hotel）是香港一座已結業拆卸的渡假酒店，原位於新界屯門小欖青山公路17咪，已重建成住宅青山別墅。20世紀中期，青山公路沿路一帶是新界旅遊勝地，而青山酒店則是其中一個最受歡迎的景點。

## 簡介
青山酒店是一座「園林式」酒店，佔地六萬二千呎，從青山公路17咪路口穿過一個大型拱廊牌坊和現名為樂怡街的私家路便可到達。酒店主樓由一座兩層高的西式別墅改建而成，內有客房18間，均設有獨立浴室。酒店所有職員均來自上海，標榜專業高級服務。酒店設有舞廳、餐廳和酒吧，逢週末及假日有現場樂隊演奏。酒店外有草坪、私人泳灘和有蓋露天茶座，可飽覽180度青山灣美景。戶外亦曾設有一個雀亭，有不同雀烏供遊人觀賞。

## 歷史

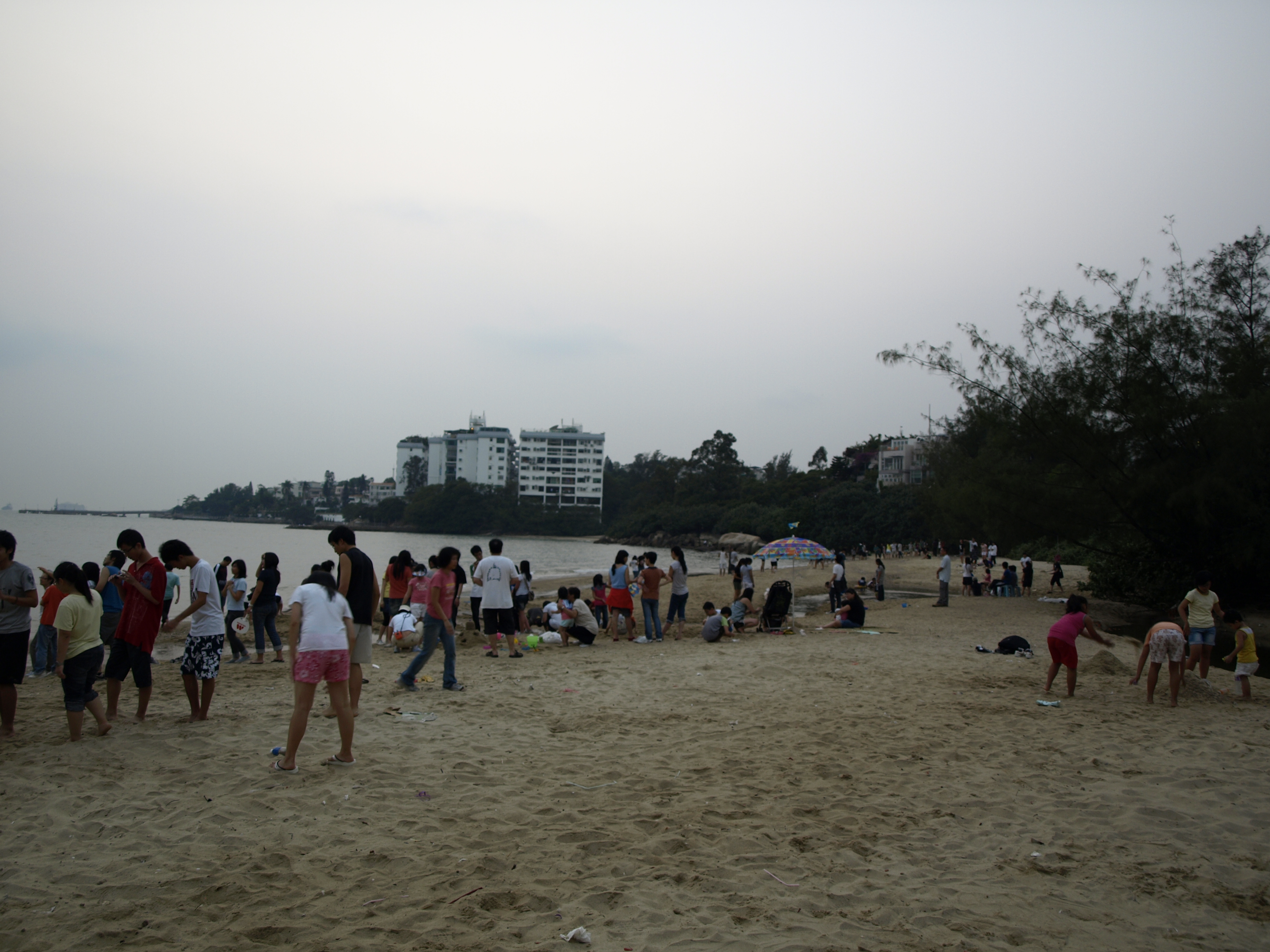
青山酒店已重建成青山別墅

1949年7月14日，青山酒店於正式開業。 酒店由香港青幫頭目李裁法開辦，他同期亦有投資北角麗池夜總會。與李關係密切、流落香港的上海青幫大亨杜月笙亦曾出任青山酒店董事。1952年，香港政府驅逐李裁法出境後，青山酒店易手。1957年，聯誼企業收回酒店自行營運，1962年轉讓予明德銀號。
1963年，李裁法在台灣殺害其老相識吳季玉，與助手洪嘉仁潛逃香港，並一度藏匿於早已易手的青山酒店。最終，洪嘉仁於青山酒店被捕並供出李裁法匿藏地點，兩人一併遞解台灣。1965年，大股東明德銀號因銀行擠提而破產，酒店由破產管理署接管，物業曾作公開拍賣但無果。1973年，青山酒店結業，隨即拆卸，原址重建成住宅宅青山別墅，1975年落成。

## 流行文化
青山酒店是香港粵語片的熱門拍攝場地，在青山酒店取景的電影有：
- 玉女驚魂（1958年）
- 鑽石艷盜（1968年）
- 夕陽戀人（1971年）

## 外部鏈結
- 屯門舊照片 - 青山酒店 （页面存档备份，存于）
- （页面存档备份，存于） Gwulo - Castle Peak Hotel [1949-1973]